# Chemin du changement
Le Chemin du changement (en tchèque : Cesta změny, de son nom complet  CZ) était un parti politique libéral, fondé en 2001 par Jiří Lobkowicz.
En 2004, c'est un membre fondateur du Parti démocrate européen (PDE), qui forme, avec le Parti européen des libéraux, démocrates et réformateurs (ELDR), l'Alliance des démocrates et des libéraux pour l'Europe (ALDE).
En 2009, le parti s'est dissous.